# Exocentrus pseudomurinus
Exocentrus pseudomurinus är en skalbaggsart som beskrevs av Stefan von Breuning 1958. Exocentrus pseudomurinus ingår i släktet Exocentrus och familjen långhorningar.
Artens utbredningsområde är Djibouti. Inga underarter finns listade i Catalogue of Life.